# 애버데어

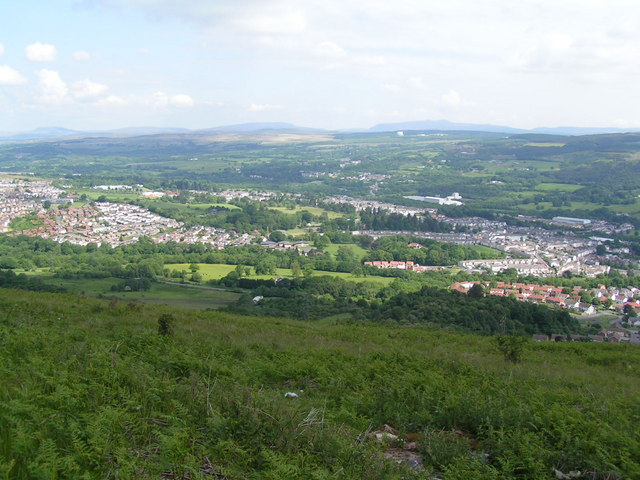
애버데어

애버데어(Aberdare)는 웨일스의 도시로, 인구는 31,705명이다. 웨일즈 론다 사이논 타프(Rhondda Cynon Taf)의 사이논 밸리(Cynon Valley) 지역에 있는 도시로, 데어강(Dâr)과 사이논(Cynon)이 합류하는 지점에 있다. 애버데어의 인구는 39,550명이다(2017년 중반 추정). 애버데어는 머티르 티드필에서 남서쪽으로 6km, 카디프에서 북서쪽으로 32km, 스완지에서 동북동쪽으로 35km 떨어져 있다. 19세기에 이곳은 번성하는 산업 정착지가 되었으며, 문화 생활의 활력과 중요한 출판 중심지로도 유명했다.